# レーザーグランプリ
『レーザーグランプリ』はタイトーから1983年9月にリリースされたアーケードゲーム。レーザーディスク式レースゲームである。
イグニッションキーを回してゲームスタート。ステアリング、アクセル&ブレーキペダル、シフトレバーでレースを行う。なお、このレースゲームの実況は、国外自動車レースのTV番組で知られるケン田島を採用しており、設定コースの中にはプロレーサーの生沢徹と津々見友彦のレーシングテクニックが組み込まれている。
サーキット映像の動画は実写で、そのコース部分に自車やライバル車の映像がスーパーインポーズされる形でゲームが進行する。コース動画映像は1周分しかないので、自車がコントロールラインを通過した（タイムエクステンド）際は、路面視点の上をクルマが通過していく画像が一瞬挿入される。

## サーキットコース
ドラッグレース
富士スピードウェイ特設コースで、エキストラコースとしてゼロヨンレースが楽しめる。
トライアルレース（富士スピードウェイ、インターナショナルコース）
コースを他車の妨害なく自車で1周楽しめる。
GPレース（富士スピードウェイ、インターナショナルコース）
ラップタイム80秒以内でゴールインすると、スパークレースに出場できる。
スパークレース
このレースに優勝すると栄光のファンタスティック・レースに出場できる。GPレースでは最高時速300kmまでだったのに対し、当スパークレースでは最高時速400kmにアップされている。
ファンタスティック・レース
栄光のファンタスティック・レースを存分に満喫できる。優勝者には1回リプレイ出来る。